# 哈拉马河畔塔拉曼卡
塔拉曼卡德哈拉马，是西班牙马德里自治区的一个市镇。总面积39平方公里，总人口1658人（2001年），人口密度43人/平方公里。